# Бесідівщина (зупинний пункт)
Бесі́дівщина — пасажирський залізничний зупинний пункт Полтавської дирекції Південної залізниці, що знаходиться на лінії Гребінка — Ромодан між зупинною платформою 137 км (відстань 3 км) та роз'їздом 143 км. Відстань до Гребінки — 6 км, до Ромодана — 66 км.
Знаходиться у селі Бесідівщина, Гребінківський район Полтавської області.
Виникла 1958 року. Електрифікована як складова лінії Гребінка — Лубни 1996 року.